# Тюрьма в Штауферказерне
Тюрьма в Штауферказерне – временная тюрьма и место сбора изгнанных жителей Варшавы, созданная Нацистской Германией в первые дни варшавского восстания на территории комплекса казарм СС-Штауферказерне на улице Раковецкой, 4. В августе и сентябре 1944 года через казармы СС на Мокотове прошло более тысячи жителей района. Их держали там в тяжелых условиях и подвергали исключительно жестокому обращению. Во время варшавского восстания на территории Штауферказерне произошли многочисленные смертные казни его участников, в которых было замучено и убито более 100 человек.

## Создание тюрьмы
Во время немецкой оккупации комплекс зданий Главного Штаба Войска Польского, расположенный на улице Раковецкой, 4, на варшавском Мокотове, был превращен в казармы СС – так называемые СС-Штауферказерне. Когда началось варшавское восстание, там находился панцергренадерский эрзац-батальон СС 3, который состоял из около 600 солдат и роты танков. 1 августа 1944 казармы были атакованы солдатами Армии Крайовой из штурмового батальона „Ответный удар II” и группы артиллерии „Гранат”, однако вооруженные и хорошо укрепленные эсэсовцы сумели отбить польское наступление.
2 августа в первой половине дня солдаты гарнизона Штауферказерне приступили к зачистке кварталов Варшавы, расположенных к казармам ближе всего. Жителей улиц: Раковецкой, Пулавской, Казимирской, Рейтана, Вишневой, Аллеи Независимости, Асфальтной, Опочиньской и Фалата – выгнали из домов, после чего с побоями и криком гнали к Штауферказерне. До 8 часов вечера несколько сотен мирных жителей были вынуждены ждать в дождь во дворе казармы. Эсэсовцы совершили серию выстрелов над их головами из автоматического оружия, нагнетая, таким образом, атмосферу и вызывая панику. Тогда к захваченным полякам обратился командующий гарнизоном Штауферкзсерне оберштурмфюрер Мартин Патц. Он заявил собравшимся, что они были задержаны в качестве заложников, и, если восстание не падет в течение трех дней, все будут расстреляны. Кроме того, он пообещал, что за каждого немца, убитого повстанцами, будет произведена экзекуция поляков. Затем мужчин отделили от женщин и детей, после чего обе группы поместили в разных блоках казармы. Большинство женщин и детей были освобождены на следующий день вечером.
В последующие дни к Штауферказерне по-прежнему свозили население Варшавы – в первую очередь мужчин. Казармы стали выполнять функцию импровизированной тюрьмы, а также сборного пункта для изгнанных жителей района. Они функционировали примерно до середины сентября 1944 года, хотя многие поляки пребывали в казармах до начала октября. При более длительном или коротком пребывании в Штауферказерне заключенные были, как правило, направлены во временный лагерь в Прушкове или другие сборные пункты, созданные немцами для изгнания населения Варшавы.

## Бытовые условия заключенных
Первая группа мужчин, приведенная в Штауферказерне, получила продукты питания и напитки только на следующий день, а некоторые – только после трех дней с момента задержания. Начиная примерно с 5 августа немцы разрешили польским женщинам передавать пищу родственникам, запертым в казарме. Несколько раз происходили случаи, когда эсэсовцы без причины открывали огонь по идущим под белым флагом полькам. Некоторые женщины тогда были убиты или ранены.
Заключенный в тюрьме Штауферказерне Збигнев Буйнович вспоминал, что жизнь живущих в казармах поляков напоминала условия содержания в концлагере. В 5:30 утра был подъем, а затем сбор. После переклички заключенным выдавали завтраки, которые состояли, как правило, из 1-2 сухарей и черного кофе. Заключенные работали до обеденного перерыва в 13:00. В качестве еды зачастую им выдавали порцию вареной крупы. Позже пленники возвращались к работе, которая длилась до 7 часов вечера, а затем начинался двухчасовой перерыв на ужин. После его окончания заключенные работали аж до 2 ночи.
Работа, которую выполняли пленники, заключалась, в частности, в очистке туалетов голыми руками, разборке повстанческих баррикад, очистке танков, перекладке трупов, земляных работах на территории казарм (например, рытье соединительных траншей), очистке улиц, перемещении и погрузке в автомобили украденных немцами товаров. Целью многих из этих работ было изматывание и унижение задержанных. Эсэсовцы из гарнизона Штауферказерне издевались над заключенными, как только имели малейший повод. Ежедневно их били.
Тяжелые условия жизни и труда быстро привели к полному истощению заключенных. Среди задержанных в Штауферказерне поляков разразилась эпидемия дизентерии. Через некоторое время группа людей, собравшаяся вокруг инспектора ПКК Яна Вежбицкого сумела, однако, добиться от немцев создания санитарного отдела, состоящего из польских заключенных. Первоначально в его состав входило 16 человек, но спустя некоторое время их было уже 60, в том числе два врача и две медсестры. Санитарный филиал располагал даже собственным грузовиком. Помимо опеки над заключенными Штауферказерне, санитары оказывали медицинскую помощь полякам, проживающим в кварталах Мокотова, занятых немцами (в основном на территории от ул. Раковецкой до Мадалиньского), а также занимались переборкой трупов убитых мирных жителей и повстанцев. Членам санитарного персонала строго запрещено оказывать помощь раненым полякам, которых подозревались в участии в восстании.

## Расстрелы на территории Штауферказерне
На территории Штауферказерне было убито, как минимум, 100 жителей Мокотова во время варшавского восстания. Уже 3-го августа (другие показания указывают дату 4-го августа) немцы наугад выбрали из числа заключенных около 45 мужчин, которых затем вывели партиями по 15 человек и расстреляли за пределами казармы. Среди погибших был православный поп, которому эсэсовцы приказали петь перед расстрелом. Труп похоронили на территории расположенной напротив Штауферказерне мокотовской тюрьмы. Остальным узникам сказали, что казнь была возмездием за якобы расстрел повстанцами 30 фольксдойче.
4 августа к Штауферказерне привели группу oк. 40 мужчин из дома, расположенного на углу улиц Нарбутта и площади Независимости. Всех их расстреляли из пулеметов во дворе казармы. Раненых добивали выстрелами из пистолетов.
На территории казарм нередко доходило до индивидуальных казней, совершаемых, как правило, по команде оберштурмфюрера Патца. Патц однажды приказал застрелить мужчину, неприятную гримасу на лице которого (в результате причин со здоровьем) счел за издевательство над своей личностью. В свою очередь, когда заключенные начали бунтовать против изнуряющего режима работы, эсэсовцы в наказание повесили одного из них на глазах у товарищей. Казнью руководил один из самых жестоких солдат СС из гарнизона Штауферказерне роттенфюрер Франховяк.
Кроме того, некоторые из заключенных в казармах мужчин были депортированы гестаповскими „будками” в неизвестном направлении, и след их после этого обрывался. 9 августа так забрали ок. 20-40 заключенных. На рубеже августа и сентября аналогичным образом исчезло за день около 70 мужчин. Вероятно, заключенные в Гестапо поляки были расстреляны в руинах Генерального Инспектората Вооруженных Сил или других местах расстрелов, недалеко от здания Мавзолея борьбы и мученичества на Ал. Шуха. Пленных в Штауферказерне женщин гнали в качестве „живых щитов” перед немецкими танками.
8-го августа Патц выслал делегацию из 100 женщин к полковнику „Даниэлю”, командующему силами АК на Мокотове, с категорическим требованием капитуляции, угрожая в случае отказа расстрелять всех заключенных в Штауферказерне поляков. Шантаж, однако, не удался, так как „Даниэль” пригрозил применением подобных санкций в отношении взятых в плен немцев.

## Эпилог
Здания бывшей Штауферказерне после войны еще служили в качестве штаб-квартиры Генерального штаба Войска Польского (находится там и по сей день). Место смерти многих жителей Мокотова не было никоим образом увековечено.
В 1978 году перед судом в Кёльне начался процесс оберштурмфюрера Мартина Патца. Судился он, прежде всего, за убийство 600 заключенных тюрьмы на улице Раковецкой, 37, осуществлённый подчиненными ему солдатами 2 августа 1944. В феврале 1980 Патц был признан виновным и был осужден на 9 лет тюрьмы. Перед судом в том же процессе Карл Мислинг получил приговор 4 лет в тюрьме.

## Комментарии
1. ↑  Входящие в состав IV района обвода V АК „Мокотув”.
2. ↑  Мартин Патц был до войны преподавателем немецкого языка в университете Познани. В ходе варшавского восстания его батальон совершил ряд преступлений против населения Мокотова. Наряду с убийствами на территории Штауферказерне, на счету Патца числится резня в мокотовской тюрьме и убийство в монастыре отцов-иезуитов на ул. Раковецкой. Иногда из-за этого его называют „мясником Мокотова”.
3. ↑  Более серьезные случаи передавались в полевую больницу Сестер Непокалянек на ул. Казимирской или в больницу на ул. Хочимской.